# Anna Piehl
Anna Charlotta Piehl, född 30 mars 1860 i Hedvig Eleonora församling, Stockholms stad, död 27 juni 1922 i Oscars församling, Stockholms stad, var en svensk sångare.

## Biografi
Anna Piehl föddes 1860 i Stockholm. Hon var elev till Isabella Beckman och Ivar Hallström, samt av Saint-Yves Bax i Paris. Piehl blev därefter konsertsångerska.